# F. W. Bernstein

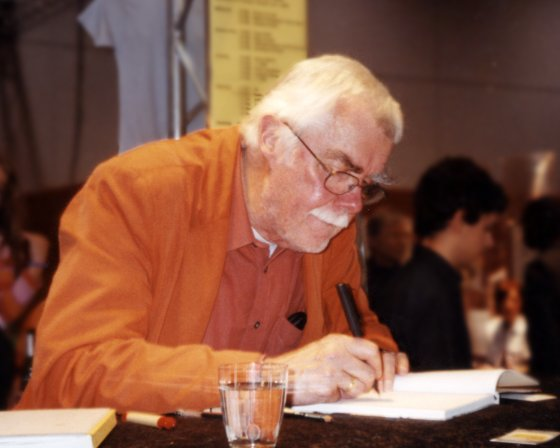
F. W. Bernstein, 2005

F. W. Bernstein (eigentlich Fritz Weigle; * 4. März 1938 in Göppingen; † 20. Dezember 2018 in Berlin) war ein deutscher Lyriker, Grafiker, Karikaturist und Satiriker.

## Leben

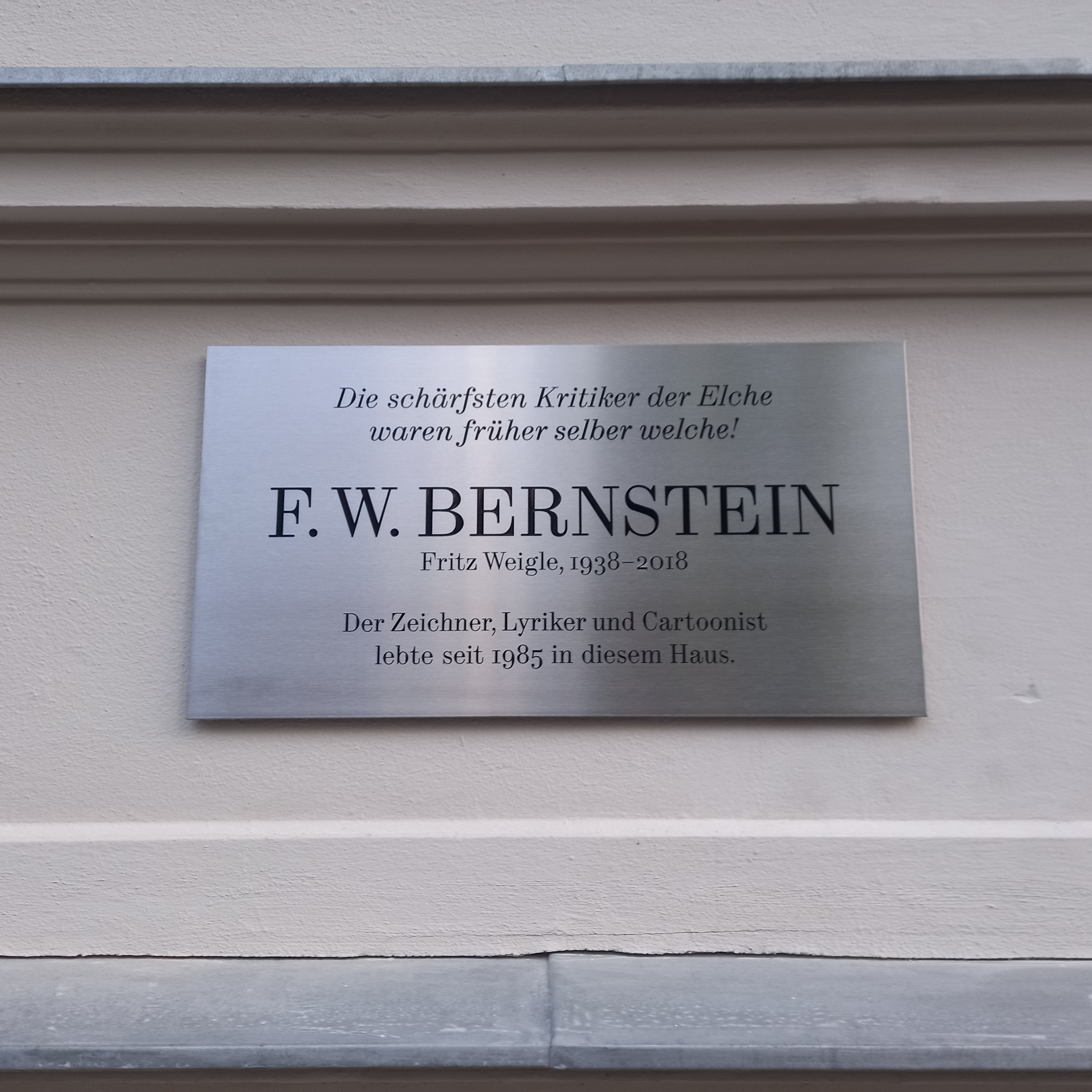
Gedenktafel für F. W. Bernstein am Haus Südendstraße 2 in Berlin-Steglitz

Weigle war der einzige Sohn von Anna (geb. Krathwohl) und Friedrich Weigle. Er besuchte das Gymnasium in Göppingen. Schon damals nannten ihn Mitschüler „Bernstein“. Nach dem Abitur 1957 studierte er an der Stuttgarter Kunstakademie. Dort lernte er Robert Gernhardt kennen. 1958 wechselten beide an die Hochschule der Künste Berlin. 1960 kehrte er nach Stuttgart zurück, wo er im Frühjahr 1961 die Kunsterzieherprüfung ablegte. Im Winter 1961 nahm er in Berlin das Grafik-Studium wieder auf, wobei er gleichzeitig an der Freien Universität Berlin Germanistik studierte. 1964 legte er die Prüfung im Beifach Deutsch ab.
Ab 1966 war Weigle Referendar in Frankfurt-Sachsenhausen an der Freiherr-vom-Stein-Schule. 1968 wurde er Assessor in Bad Homburg vor der Höhe. Von 1970 bis 1972 unterrichtete er am Georg-Büchner-Gymnasium in Bad Vilbel. 1972 lehrte er Kunstpädagogik an der Pädagogischen Hochschule in Göttingen. Von 1984 bis zu seiner Emeritierung 1999 war er Professor für Karikatur und Bildgeschichte in Deutschland an der Hochschule der Künste Berlin.
Im April 1964 trat Weigle in die Redaktion der satirischen Monatszeitschrift Pardon ein. Wenig später initiierte er dort als F. W. Bernstein zusammen mit Robert Gernhardt und F. K. Waechter die als Doppelseite aufgemachte Welt im Spiegel (WimS), Unabhängige Zeitung für eine sauberere Welt, die bis zu ihrer Einstellung 1976 hauptsächlich von Beiträgen dieser beiden Autoren getragen wurde.
F. W. Bernstein begründete zusammen mit Robert Gernhardt, Eckhard Henscheid, F. K. Waechter, Chlodwig Poth, Bernd Eilert, Peter Knorr und Hans Traxler die „Neue Frankfurter Schule“, deren Publikationsorgan ab 1979 das Satiremagazin Titanic wurde.
Weigle gab auch Seminare der Kasseler Caricatura und unterrichtete an der 1990 von ihm gegründeten „Zeichenschule an der Eider“ in Rendsburg.
Bernstein lebte in Berlin-Steglitz. Er war mit Sabine Weigle verheiratet. Sein Grab befindet sich auf dem Alten St.-Matthäus-Kirchhof in Berlin-Schöneberg.

## Zitate
- „Die schärfsten Kritiker der Elche / waren früher selber welche.“[4][5]
- „Das Wichtigste ist das Warten auf den zweiten Einfall.“[1]

## Werke
- zusammen mit Robert Gernhardt und F. K. Waechter: Die Wahrheit über Arnold Hau. fiktive Biografie. Fischer, Frankfurt am Main 1966, ISBN 978-3-596-13230-0.
- Fritz Weigle: Lehrprobe – Report aus dem Klassenzimmer. Bärmeier & Nikel, Frankfurt am Main 1969.
- zusammen mit Robert Gernhardt: Besternte Ernte. Gedichte. S. Fischer Verlag, Frankfurt am Main 1976, ISBN 3-596-13229-0.
- Der Zeichner als – Sehr interessante Zeichnungen. Studentenwerk, Göttingen 1978.
- zusammen mit Robert Gernhardt und F. K. Waechter: Welt im Spiegel. WimS 1964–1976. Zweitausendeins, Frankfurt am Main 1994, ISBN 3-86150-050-7.
- Reimwärts. Gedichte. Anabis, Gießen 1981, ISBN 3-87038-087-X.
- zusammen mit F.K. Waechter und Robert Gernhardt: Die Drei: Die Wahrheit über Arnold Hau / Besternte Ernte / Die Blusen des Böhmen. Zweitausendeins, Frankfurt am Main 1981, ISBN 3-86150-022-1.
- zusammen mit Alfred Messerli und Dieter Richter: Die Kinderfinder. Reisen in alte Bilder. VSA-Verlag, Hamburg 1984.
- zusammen mit Eckhard Henscheid (Hrsg.): Unser Goethe – Ein Lesebuch. Zweitausendeins, 1982.
- zusammen mit Reinhold Wittig: Kleine Phantasieschule. Spiel. Edition Perlhuhn, Göttingen 1984.
- zusammen mit Eckhard Henscheid: Literarischer Traum- und Wunschkalender auf das Jahr 1985 in Wort und Bild. Haffmans, Zürich 1984.
- Sternstunden eines Federhalters – Neues vom Zeichner Lebtag. Haffmans, Zürich 1992, ISBN 3-251-00067-5.
- zusammen mit Eckhard Henscheid: TV-Zombies – Bilder und Charaktere. Haffmans, Zürich 1987, ISBN 3-251-00115-9.
- Lockruf der Liebe. Gedichte. Haffmans, Zürich 1988, ISBN 3-251-00118-3.
- Bernsteins Buch der Zeichnerei – Ein Lehr-, Lust-, Sach- und Fach-Buch sondergleichen. Haffmans, Zürich 1989, ISBN 3-86150-185-6.
- Die Luftfracht, ein teurer Spaß. Stecknadel Klink, Schwäbisch Gmünd 1990, ISBN 3-927350-03-6.
- Kampf dem Lern. Anabas, Gießen 1991, ISBN 3-87038-165-5.
- Der Blechbläser und sein Kind. Grafik, Gritik, Gomik. Weisser Stein, Greiz 1993, ISBN 3-928681-20-6.
- Wenn Engel, dann solche. Verlag Antje Kunstmann, München 1994, ISBN 3-88897-092-X.
- Reimweh – Gedichte und Prosa. Reclam-Verlag, 1994, ISBN 3-15-009308-2.
- Die Stunde der Männertränen – Texte auf Papier. Edition Tiamat, Berlin 1995, ISBN 3-923118-54-6.
- zusammen mit Manfred Bofinger: Berliner Bilderbuch brominenter Bersönlichkeiten. Zweitausendeins, 1999, ISBN 3-86150-300-X.
- Die 3 Frisöre. Eine haarige Lesung von Robert Gernhardt, F. W. Bernstein und F. K. Waechter. Ullstein Hörverlag, Zürich 1999, ISBN 3-251-94568-8 (CD).
- Elche, Molche, ich und du. Tiergedichte. Verlag Antje Kunstmann, München 2000, ISBN 3-88897-248-5.
- Der Untergang Göttingens und andere Kunststücke in Wrt & Bld. Materialsammlung und Lebensabschnittsbericht über die Zeit von 1972 bis 1985. Herausgegeben von Peter Köhler. Satzwerk Verlag, Göttingen 2000.
- Richard Wagners Fahrt ins Glück. Sein Leben in Bildern und Versen. Alexander Fest, 2002, ISBN 3-8286-0140-5.
- In mir erwacht das Tier. Gedichte. Verlag Antje Kunstmann, München 2004, ISBN 3-88897-360-0 (Musikalische Begleitung: Anne Bärenz und Frank Wolff (CD)).
- Kunst & Kikeriki. Zu Klampen Verlag, Springe 2004, ISBN 3-934920-40-3.
- Die Superfusseldüse. 19 Dramen in unordentlichem Zustand. Kunstmann, München 2006, ISBN 978-3-88897-450-2.
- Die Gedichte. 2. Auflage. Kunstmann, München 2007, ISBN 978-3-88897-340-6.
- Meister der komischen Kunst: F. W. Bernstein. Kunstmann, München 2012, ISBN 978-3-88897-757-2.
- Mit Henner Drecher, Rosemarie Heilig, Stephan Heldmann, Katja Aplet, Dieter Batezko, Peter Strege, Harry Oberländer und Grünflächenamt Frankfurt am Main: Bäume. Dielmann, Frankfurt am Main 2014, ISBN 978-3-86638-189-6.
- Frische Gedichte. Verlag Antje Kunstmann, München 2017, ISBN 978-3-95614-169-0.

## Ausstellungen
- 1998 F. W. Bernstein: Jubiläumswerkschau. Caricatura – Galerie für Komische Kunst, Kassel[6]
- 2008 F. W. Bernstein: Hesseköpp – Jubiläumsausstellung. Caricatura – Galerie für Komische Kunst, Kassel[7]
- 2011 F. W. Bernstein: Den Rest können Sie sich denken! Mathematikum[8]
- 2013 F. W. Bernstein zum 75. Geburtstag. Wilhelm Busch – Deutsches Museum für Karikatur und Zeichenkunst[9]
- 2013 F. W. Bernstein – Zeichenzausels Werkschau. Museum für Komische Kunst, Frankfurt am Main[10]

## Auszeichnungen
- 2003: Göttinger Elch
- 2003: Binding-Kulturpreis
- 2007: Heinrich-Schickhard-Preis
- 2008: Kasseler Literaturpreis für grotesken Humor
- 2008: Wilhelm-Busch-Preis
- 2008: Hans Platschek Preis für Kunst und Schrift der Hans Platschek Stiftung
- 2018: Ludwig Emil Grimm Preis für Karikatur[11]